# Saison 1 de Prison Break
Chronologie
Saison 2
Cet article présente les épisodes de la première saison du feuilleton télévisé Prison Break.
Souvent considérée comme l'une des meilleures saisons de l'histoire des séries télévisées, elle a bénéficié d'un certain succès en Amérique du Nord, mais également en Europe.

## Personnages

### Principaux
- Dominic Purcell (VF : Éric Aubrahn) : Lincoln Burrows
- Wentworth Miller (VF : Axel Kiener) : Michael Scofield
- Robin Tunney (VF : Cathy Diraison)  : Veronica Donovan
- Amaury Nolasco (VF : Laurent Morteau) : Fernando Sucre
- Marshall Allman (VF : Yoann Sover) : L.J. Burrows
- Wade Williams (VF : Marc Alfos) : Capitaine Brad Bellick
- Paul Adelstein (VF : Boris Rehlinger)  : Agent Paul Kellerman
- Robert Knepper (VF : Christian Visine) : Theodore Bagwell (invité épisodes 2 et 3, principal depuis l'épisode 6)
- Rockmond Dunbar (VF : Gilles Morvan) : Benjamin Miles Franklin (invité épisodes 1 et 2, principal à partir de l'épisode 10)
- Sarah Wayne Callies (VF : Gaëlle Savary) : Dr Sara Tancredi
- Peter Stormare (VF : Patrick Poivey)  : John Abruzzi (principal épisodes 1 à 13, invité épisodes 19 à 22)

### Récurrents et invités
- Stacy Keach (VF : Bernard Tiphaine) : Henry Pope, Directeur du pénitencier de Fox river
- Frank Grillo (VF : Nessym Guetat) : Nick Savrinn
- Lane Garrison (VF : Emmanuel Garijo) : David Apolskis
- Muse Watson (VF : Pascal Renwick (saison 1, épisode 1 à 17) / Michel Fortin (saison1, épisode 18 à 22) : Charles Westmoreland
- Silas Weir Mitchell (VF : Constantin Pappas)  : Charles Patoshik
- Holly Valance (VF : Laëtitia Godès) : Nika Volek
- Camille Guaty (VF : Caroline Lallau) : Maricruz Delgado
- John Billingsley (VF : Denis Boileau) : Terrence Steadman
- Danny McCarthy (VF : Pascal Casanova) : Daniel Hale, Agent Secret
- Patricia Wettig (VF : Véronique Augereau) : Caroline Reynolds, Vice-présidente des États-Unis
- Matt DeCaro (VF : Achille Orsoni)  : Gardien Roy Geary
- Michael Cudlitz : Gardien Robert "Bob" Hudson
- Phillip Edward Van Lear (VF : Pascal Massix)  : Gardien Louis Patterson
- Christian Stolte (VF : Jean-François Roubaud) : Gardien Keith Stolte
- Mac Brandt (VF : Pascal Montsegur) : Gardien Mack Andrews
- Joseph Nunez (VF : Jean Tom) : Manche Sanchez
- Kurt Caceres (VF : Franck Soumah)  : Hector Avila
- John Heard (VF : Jean-Claude Robbe) : Gouverneur Frank Tancredi
- Anthony Denison (VF : Richard Darbois) : Aldo Burrows
- DuShon Monique Brown (VF : Marie-Frédérique Habert) : Infirmière Katie Welsh
- Anthony Fleming : Trumpets
- Peter J. Neiman : Gus Fiorello
- Daniel Allar : "Avocado" Balz-Johnson
- Jessalyn Gilsig (VF : Rafaèle Moutier) : Lisa Rix
- Philip Rayburn Smith : Adrian Rix
- Michelle Forbes (VF : Emmanuèle Bondeville)  : Samantha Brinker
- Michael Gaston : Quinn, Agent secret
- Al Sapienza (VF : Arnaud Arbessier) : Philly Falzone
- Blaine Hogan (VF : Jonathan Gimbord) : Seth "Cherry" Hoffner
- Robert Michael Vieau : Christopher Trokey
- Mike Jones (VF : Mohad Sanou) : Darius Morgan
- Cynthia Kaye McWilliams (VF : Anne Mathot) : Kacee Franklin
- Helena Klevorn (VF : Alice Orsat) : Dede Franklin
- K. K. Dodds (VF : Marie Gamory) : Susan Hollander
- Quinn Wermeling : Zack Hollander
- Danielle Campbell : Gracey Hollander

## Épisode 1:La Grande Évasion
- États-Unis : 29 août 2005 (FOX)
- France : 31 août 2006 (M6)
- Belgique : 17 janvier 2007 (RTL-TVI)

- États-Unis : 10,51 millions de téléspectateurs[1]

- Jessalyn Gilsig (Lisa)
- Muse Watson (Charles Westmoreland)
- Camille Guaty (Maricruz)
- Chelcie Ross (Bishop McMorrow)
- Laura Scott Wade (Actrice)
- Stacy Keach (Warden Pope)

Michael Scofield, brillant ingénieur en génie civil, souffrant de trouble émotif, avec un QI exceptionnel, commet un braquage pour être incarcéré dans la même prison que son frère Lincoln Burrows, condamné à mort pour le meurtre de Terrence Steadman, un homme d'affaires philanthrope et frère de la vice-présidente des États-Unis d'Amérique. Michael est convaincu de l'innocence de Lincoln, et planifie une évasion. Il est confiant dans un plan d'évasion qu'il a méticuleusement mis au point et dont il ajuste les pièces peu à peu. Scofield se fait passer pour diabétique dans le but d'avoir un accès quotidien à l'infirmerie qui serait le "maillon le plus fragile" dans la sécurité. Il y fait la rencontre de Sara Tancredi, médecin de la prison et fille du gouverneur de l'État. Une ex-compagne de Burrows, Lisa Rix, a la garde de leur fils L.J, qui se fait arrêter en possession de drogue. 
- Le plan de la prison n'est pas vraiment visible sur le tatouage, mais représenté sous forme de symboles.
- Lors de sa diffusion originale aux États-Unis, cet épisode était fusionné avec le suivant en une soirée de 90 minutes.
- Répliques : Be the change you want to see in the world (sois le changement que tu veux voir dans le monde), prononcée dans l'épisode, est une phrase attribuée à Gandhi.

## Épisode 2:Allen
- États-Unis : 29 août 2005 (FOX)
- France : 31 août 2006 (M6)
- Belgique : 17 janvier 2007 (RTL-TVI)

- États-Unis : 10,51 millions de téléspectateurs[1]

- Muse Watson (Charles Westmoreland)
- Camille Guaty (Maricruz)
- Al Sapienza (Philly Falzone)
- Anthony Starke (Sebastian)
- Kurt Caceres (Hector)
- Keith Diamond (Tim Giles)
- Adina Porter (Leticia Barris)
- Stacy Keach (Warden Pope)

Une émeute fermente dans la prison. Scofield doit récupérer une vis, élément clé de son plan, qui se trouve sur un gradin appartenant à un des gangs (les "bleachers") mené par T-Bag. Il doit aussi récupérer un certain médicament auprès de C-Note pour continuer à simuler son diabète afin d'avoir accès à l'infirmerie, ceci faisant partie aussi de son plan d'évasion. Peu à peu, les événements s'accumulent contre lui. Malgré tout il obtiendra la vis et le médicament. Mais en fin d'épisode, John Abruzzi se retourne contre lui pour le faire parler à propos de Fibonacci et lui coupe deux orteils.

## Épisode 3:Mise à l'épreuve
- États-Unis : 5 septembre 2005 (FOX)
- France : 31 août 2006 (M6)
- Belgique : 24 janvier 2007 (RTL-TVI)

- États-Unis : 8,49 millions de téléspectateurs[2]

- Jessalyn Gilsig (Lisa)
- Al Sapienza (Philly Falzone)
- Anthony Starke (Sebastian)
- Adina Porter (Leticia Barris)
- Silas Weir Mitchell (Haywire)
- Danny McCarthy (Agent Danny Hale)
- Stacy Keach (Warden Pope)

Veronica arrive à convaincre la jeune femme à tout lui raconter, mais les services secrets vont lui mettre la main dessus. Elle rompt avec son fiancé. En prison, Michael est conduit à l'infirmerie après qu'Abruzzi lui a coupé deux orteils en essayant de le faire parler à propos de Fibonacci, sans succès. Sorti de l'infirmerie, Michael teste Sucre afin de savoir s'il peut lui faire confiance, en lui faisant croire qu'il possède un téléphone portable. La rumeur parvient à Bellick qui confronte Sucre. Ce dernier ne dit rien, le test de Michael est un succès. Mais Sucre refuse de participer à l'évasion et, après avoir découvert le test de Michael, se fait transférer dans une autre cellule. 

## Épisode 4:Alchimie
- États-Unis : 12 septembre 2005 (FOX)
- France : 7 septembre 2006 (M6)
- Belgique : 24 janvier 2007 (RTL-TVI)

- États-Unis : 9,15 millions de téléspectateurs[3]

- Silas Weir Mitchell (Haywire)
- Frank Grillo (Nick Sarvinn)
- Camille Guaty (Maricruz)
- Kurt Caceres (Hector)
- Danny McCarthy (Agent Danny Hale)
- Stacy Keach (Warden Pope)

## Épisode 5:Le Transfert
- États-Unis : 19 septembre 2005 (FOX)
- France : 7 septembre 2006 (M6)
- Belgique : 31 janvier 2007 (RTL-TVI)

- États-Unis : 7,96 millions de téléspectateurs[4]

- Frank Grillo (Nick Sarvinn)
- Muse Watson (Charles Westmoreland)
- Danny McCarthy (Agent Danny Hale)
- Stacy Keach (Warden Pope)

## Épisode 6:Au cœur de l'enfer [1/2]
- États-Unis : 26 septembre 2005 (FOX)
- France : 7 septembre 2006 (M6)
- Belgique : 31 janvier 2007 (RTL-TVI)

- États-Unis : 8,55 millions de téléspectateurs[5]

- John Heard (Frank Tancredi)
- Frank Grillo (Nick Sarvinn)
- Muse Watson (Charles Westmoreland)
- Danny McCarthy (Agent Danny Hale)
- Michael Cudlitz (Bob)
- Matt DeCaro (Roy Geary)
- Stacy Keach (Warden Pope)
- Daniel J. Travanti (Acteur)

## Épisode 7:Au cœur de l'enfer [2/2]
- États-Unis : 3 octobre 2005 (FOX)
- France : 21 septembre 2006 (M6)
- Belgique : 31 janvier 2007 (RTL-TVI)

- États-Unis : 9,48 millions de téléspectateurs[6]

- John Heard (Frank Tancredi)
- Jessalyn Gilsig (Lisa Rix)
- Frank Grillo (Nick Sarvinn)
- Muse Watson (Charles Westmoreland)
- Michael Cudlitz (Bob)
- Stacy Keach (Warden Pope)

- En partant sauver Sara, Michael prend le risque de tout perdre, car  son plan se déroule en roue libre, laissant Sucre et Abruzzi avec des problèmes qui à priori les dépassent. L'explication de ce comportement arrivera plus tard, dans 1.9 - Tweener (9).
- Citation : -It's just math. -What if your math is wrong? -You're drillin' to one of a dozen gaz lines behind the wall, there'll be an explosion and we'll be burn alive. -But you're good at math, right? (- C'est juste des maths. - Et si tes maths sont mauvaises ? - Tu perces une des douzaines de conduites de gaz derrière le mur, il y aura une explosion et nous brûlerons vivant. - Mais tu es bon en maths, n'est-ce pas ?)

## Épisode 8:Route 66
- États-Unis : 24 octobre 2005 (FOX)
- France : 21 septembre 2006 (M6)
- Belgique : 7 février 2007 (RTL-TVI)

- États-Unis : 10,12 millions de téléspectateurs[7]

- Muse Watson (Charles Westmoreland)
- Frank Grillo (Nick Sarvinn)
- Jessalyn Gilsig (Lisa Rix)
- Danny McCarthy (Agent Danny Hale)
- Stacy Keach (Warden Pope)

Michael fait le point avec son groupe sur le plan d'évasion. Ils devront passer par une pièce de stockage se trouvant au milieu de la prison, et le but de l'épisode est d'y entrer pour percer un passage d'accès aux canalisations enterrées. Mais ils découvrent que la pièce en question a été convertie en local des gardiens, qui est entièrement interdit aux détenus... sauf à Charles Westmoreland. Michael retrouve le chat de ce dernier et le lui ramène. Pendant ce temps, le directeur et le capitaine se démènent pour trouver qui a tué Bob (le gardien otage) durant l'émeute. Bellick essaie de soutirer des informations à Charles, en vain, et décide en représailles de tuer son chat. Par vengeance, Charles brûle le local des gardiens. Bellick charge l'équipe d'Abruzzi de remettre le local en état au plus vite. Entre-temps, T-Bag piège un de ses camarades en l'accusant (avec preuves) du meurtre de Bob.

## Épisode 9:Un homme hors du commun
- États-Unis : 31 octobre 2005 (FOX)
- France : 21 septembre 2006 (M6)
- Belgique : 7 février 2007 (RTL-TVI)

- États-Unis : 9,01 millions de téléspectateurs[8]

- Frank Grillo (Nick Sarvinn)
- Danny McCarthy (Agent Danny Hale)
- Al Sapienza (Philly Falzone)
- Lane Garrison (David 'Tweener' Apolskis)
- Stacy Keach (Warden Pope)

Michael est marqué par le suicide d'un jeune détenu abusé sexuellement par T-Bag alors qu'il appelait le premier à l'aide. Sara s'intéresse beaucoup plus au dossier psychologique de Michael. Les partenaires d'Abruzzi à l'extérieur (Falzone) ne lui font plus confiance et ont désigné un autre prisonnier pour être chef du gang. Ils lui ont retiré ses fonds, ce qui l'empêche de payer Bellick pour conserver ses privilèges. Il doit retrouver ses moyens, sinon il perd la direction des travaux pénitentiaires, et ils ne pourront plus percer la salle. 
- On apprend enfin comment Scofield peut se permettre de mettre sur pied des plans aussi complexes, et les réaliser : il est sujet à un désordre psychiatrique qui, associé à un fort Q.I., lui donne la capacité hors du commun de maitriser une quantité astronomiques d'informations en un temps record. Un autre désordre psychiatrique lié au décès de ses deux parents en ont fait un sauveur pathologique : il ne peut s'empêcher d'aller aider et sauver quelqu'un en danger, au mépris de sa propre personne. Ceci explique pourquoi dans l'épisode 7, il a pris le risque de lâcher son plan d'évasion pendant l'émeute (en laissant Sucre percer le mur seul, et T-Bag sans surveillance avec Bob) pour sauver Sara.
- Une partie de l'intrigue repose sur le fait que les prisonniers doivent se débarrasser discrètement des gravas dans la cour. Il aurait été cependant bien plus efficace et facile de s'en débarrasser avec tous les restes brûlés (on voit d'ailleurs Abruzzi abattre une cloison).

## Épisode 10:Cause perdue
- États-Unis : 7 novembre 2005 (FOX)
- France : 28 septembre 2006 (M6)
- Belgique : 7 février 2007 (RTL-TVI)

- États-Unis : 8,06 millions de téléspectateurs[9]

- Muse Watson (Charles Westmoreland)
- Frank Grillo (Nick Sarvinn)
- Danny McCarthy (Agent Danny Hale)
- Peter Reinemann (Gus)
- Al Sapienza (Philly Falzone)
- Holly Valance (Nika, la femme au téléphone)
- Michael Gaston (Quinn)
- Anthony Starke (Sebastian)
- Patricia Wettig (Caroline Reynolds)

Abruzzi a perdu la direction de son gang et du T.P., et il convainc Scofield que la seule solution est de donner Fibonacci, pour qu'il retrouve le soutien de Falzone ; Fibonacci n'est cependant pas un ex-mafioso, mais un père de famille innocent, et Scofield a du mal à se résoudre à le sacrifier... Falzone retrouve Abruzzi et Scofield au parloir et ce dernier est contraint de lui donner l'"adresse" de Fibonacci au Canada. Falzone redonne les privilèges à Abruzzi et part au Canada. Mais l'"adresse" en question est un piège mis en place par Michael pour que la police arrête Falzone (Fibonacci se trouvant en réalité dans le Kansas). Cette nouvelle réjouit Abruzzi et tous deux reprennent le travail. Un autre prisonnier, C-Note, se joint à eux après avoir couvert le plan d'évasion du groupe en rebouchant le trou durant les travaux de la nouvelle équipe.

## Épisode 11:Un de trop
- États-Unis : 14 novembre 2005 (FOX)
- France : 28 septembre 2006 (M6)
- Belgique : 14 février 2007 (RTL-TVI)

- États-Unis : 9,58 millions de téléspectateurs[10]

- Muse Watson (Charles Westmoreland)
- Frank Grillo (Nick Sarvinn)
- Danny McCarthy (Agent Danny Hale)
- Lane Garrison (David 'Tweener' Apolskis)
- Holly Valance (Nika)
- Michael Gaston (Quinn)
- Matt DeCaro (Roy Geary)
- Stacy Keach (Warden Pope)

L'épouse de Scofield lui rend visite, à la surprise générale. Elle lui apporte en secret une carte de crédit, qui est en fait une carte magnétique camouflée. Scofield se faufile jusqu'aux casiers des effets personnels, où il récupère ce qu'il avait avec lui lors de l'arrestation, dont de l'équipement électronique. Mais sa montre est manquante et il en a besoin pour son plan. Il engage un prisonnier, surnommé l'Acrobate, pour la reprendre au gardien qui l'a volée, en échange de sa possible intégration à l'équipe de travail pénitentiaire. Westmoreland, ayant soudain besoin de s'évader pour voir sa fille mourante, avoue à Scofield qu'il est D. B. Cooper, le prouve et demande à faire partie de l'évasion en échange d'une partie de son magot. Avec ce nouveau venu, le nombre de détenus décidés à se faire la belle passe à sept (Scofield, Burrows, Sucre, Abruzzi, T-Bag, C-Note et Westmoreland). 

## Épisode 12:Rédemption
- États-Unis : 21 novembre 2005 (FOX)
- France : 5 octobre 2006 (M6)
- Belgique : 14 février 2007 (RTL-TVI)

- États-Unis : 10,08 millions de téléspectateurs[11]

- Muse Watson (Charles Westmoreland)
- Frank Grillo (Nick Sarvinn)
- Danny McCarthy (Agent Danny Hale)
- Lane Garrison (David 'Tweener' Apolskis)
- Camille Guaty (Maricruz)
- Matt DeCaro (Roy Geary)
- Stacy Keach (Warden Pope)

Scofield vient à la conclusion qu'ils sont trop nombreux et les autres l'apprennent. La tension monte alors : chacun se demande qui va être écarté. T-Bag et C-Note sont les plus probables ; T-Bag confie le secret de l'évasion à son cousin Jimmy (à l'extérieur) avec consigne de tout raconter au directeur si quelque chose lui arrive. Abruzzi prend l'affaire en main en éliminant le cousin et en mettant au point l'élimination de T-Bag. Scofield parvient à résoudre son dernier problème de tunnel ; ils peuvent s'évader ce soir. Pourtant, l'élimination du cousin Bagwell provoque à Abruzzi le sentiment de culpabilité car ses tueurs ont aussi tué le fils du cousin. Cela le pousse à épargner la vie de T-Bag. Celui-ci en profite pour le blesser gravement. L'équipe a de nouveau une dimension compatible avec le plan d'évasion. Mais en essayant d'empêcher un gardien de voir le trou creusé dans la salle de pause, Burrows est emmené en isolement.

## Épisode 13:Au bout du tunnel
- États-Unis : 28 novembre 2005 (FOX)
- France : 5 octobre 2006 (M6)
- Belgique : 14 février 2007 ((RTL-TVI))

- États-Unis : 12,18 millions de téléspectateurs[12]

- Muse Watson (Charles Westmoreland)
- Michelle Forbes (Samantha Brinker)
- Danny McCarthy (Agent Danny Hale)
- Frank Grillo (Nick Sarvinn)
- Mike Jones (Darius)
- Patricia Wettig (Caroline Reynolds)
- Stacy Keach (Warden Pope)

## Épisode 14:Comme un rat
- États-Unis : 20 mars 2006 (FOX)
- France : 12 octobre 2006 (M6)
- Belgique : 21 février 2007 (RTL-TVI)

- États-Unis : 9,28 millions de téléspectateurs[13]

- Muse Watson (Charles Westmoreland)
- John Heard (Frank Tancredi)
- Frank Grillo (Nick Sarvinn)
- Lane Garrison (David 'Tweener' Apolskis)
- Matt DeCaro (Roy Geary)
- Tracy Letts (Acteur)
- Patricia Wettig (Caroline Reynolds)
- Stacy Keach (Warden Pope)

## Épisode 15:In extremis
- États-Unis : 27 mars 2006 (FOX)
- France : 12 octobre 2006 (M6)
- Belgique : 21 février 2007 (RTL-TVI)

- États-Unis : 10,07 millions de téléspectateurs[14]

- France : 5.830.240 téléspectateurs Source

- Muse Watson (Charles Westmoreland)
- Michelle Forbes (Samantha Brinker)
- Frank Grillo (Nick Sarvinn)
- Matt DeCaro (Roy Geary)
- Joseph Nunez (Manche Sanchez)
- Anthony John Denison (Acteur)
- Andrew Rothenberg (Acteur)
- Tracy Letts (Acteur)
- Patricia Wettig (Caroline Reynolds)
- Stacy Keach (Warden Pope)

Suite de l'épisode sur la même scène. Au moment d'être exécuté, Burrows a une vision d'un homme (son père). Un coup de fil interrompt tout. C'est le juge qui a reçu deux documents qui, s'ils sont authentiques, prouvent l'innocence de Burrows, et il a fait surseoir l'exécution de deux semaines, tout en demandant que le corps de Steadman soit exhumé. Le Cartel cherche à savoir qui a fournit les informations au juge.
- C'est le tout dernier doublage de Pascal Renwick sur l'acteur Muse Watson et le dernier de sa carrière. Le comédien étant décédé le 19 juillet dernier, à 51 ans, des suites d'une longue maladie, sera remplacé pour les épisodes restants de la saison par Michel Fortin.
- Petite erreur "œil de lynx": On sait depuis le début de la série que l’exécution de Lincoln Burrows est prévue pour le 11 mai, or dès le début de cet épisode on voit la prison de Fox River enneigée, alors qu'on est censé être en plein printemps.

## Épisode 16:Les Blessures de l'âme
- États-Unis : 3 avril 2006 (FOX)
- France : 19 octobre 2006 (M6)
- Belgique : 21 février 2007 (RTL-TVI)

- États-Unis : 8,10 millions de téléspectateurs[15]

- France : 5 998 420 téléspectateurs Source

- Michelle Forbes (Samantha Brinker)
- Danny McCarthy (Agent Danny Hale)
- Camille Guaty (Maricruz)
- Mike Jones (Darius)
- Kurt Caceres (Hector)
- Joseph Nunez (Manche Sanchez)
- Joseph Sikora (Acteur)
- John Billingsley (Terrence Steadman)
- K.K. Dodds (Susan Hollander)
- Patricia Wettig (Caroline Reynolds)

- Les flashback nous rappellent la série Lost, parce qu'ils montrent deux interactions passées, d'une part entre Sucre et Burrows, d'autre part entre Bellick et Sara.

## Épisode 17:Dépression
- États-Unis : 10 avril 2006 (FOX)
- France : 19 octobre 2006 (M6)
- Suisse : 9 octobre 2006 (TSR1)
- Belgique : 28 février 2007 (RTL-TVI)

- États-Unis : 8,12 millions de téléspectateurs[16]

- Muse Watson (Charles Westmoreland)
- Michelle Forbes (Samantha Brinker)
- Frank Grillo (Nick Sarvinn)
- Lane Garrison (David 'Tweener' Apolskis)
- Silas Weir Mitchell (Charles 'Haywire' Patoshik)
- Matt DeCaro (Roy Geary)
- Patricia Wettig (Caroline Reynolds)
- Stacy Keach (Warden Pope)

Nous sommes le lendemain du jour où l'exécution a été sursie. La brûlure de Scofield a détruit le plan de l'infirmerie, et il essaie désespérément de s'en souvenir. Les travaux dans la salle sont terminées et le chantier leur est retiré ; des artisans vont venir installer la moquette et risquent donc de découvrir le trou le lendemain. Sara ayant trouvé de l'étoffe d'un uniforme de gardien dans la brûlure, elle prévient Pope qui interroge Scofield, pensant qu'un gardien l'a brûlé intentionnellement. Scofield ne parle pas et est envoyé en isolement.
- Bellick est prompt à accepter l'histoire que Sucre lui sert pour justifier sa présence à l'extérieur de la prison, certes remarquable, mais il nous avait habitué à plus de professionnalisme.
- C'est à partir de cet épisode que Muse Watson est doublé en français par Michel Fortin, à la suite du décès de Pascal Renwick, le 19 juillet dernier, des suites d'une longue maladie, à l'âge de 51 ans.

## Épisode 18:Poker menteur
- États-Unis : 17 avril 2006 (FOX)
- France : 26 octobre 2006 (M6)
- Suisse : 9 octobre 2006 (TSR1)
- Belgique : 28 février 2007 (RTL-TVI)

- États-Unis : 8,18 millions de téléspectateurs[17]

- Muse Watson (Charles Westmoreland)
- Michelle Forbes (Samantha Brinker)
- Frank Grillo (Nick Sarvinn)
- Silas Weir Mitchell (Charles 'Haywire' Patoshik)
- Matt DeCaro (Roy Geary)
- Joseph Nunez (Manche Sanchez)
- Patricia Wettig (Caroline Reynolds)
- Stacy Keach (Warden Pope)

À la suite de sa crise en isolement, Scofield s'est fait envoyer en zone psychiatrique, non pas pour reconstruire le plan en explorant le sous-sol, mais pour faire parler Haywire qui avait réussi à faire des dessins de mémoire de ses tatouages. Mais Haywire est dans un piètre état à cause des médicaments qu'il avale, et Scofield va déployer des trésors de patience. Pendant ce temps-là, les gardiens mettent sa cellule aux enchères (elle est bien placée). Westmoreland, C-Note et T-Bag doivent trouver 500$ pour la racheter. Ils se joignent alors aux parties de poker avec un plan. Le groupe peut compter sur les talents de tricheur de T-Bag pour remporter la partie de poker et récupèrent l'argent pour payer la cellule. Mais ils se font extorquer par le gardien véreux Geary qui en profite pour voler la montre de Westmoreland.

## Épisode 19:La Clé
- États-Unis : 24 avril 2006 (FOX)
- France : 26 octobre 2006 (M6)
- Suisse : 16 octobre 2006 (TSR1)
- Belgique : 28 février 2007 (RTL-TVI)

- États-Unis : 8,63 millions de téléspectateurs[18]

- France : 6.646.900 téléspacteurs Source

- Muse Watson (Charles Westmoreland)
- Frank Grillo (Nick Sarvinn)
- Lane Garrison (David 'Tweener' Apolskis)
- Holly Valance (Nika)
- Anthony John Denison (le père de Lincoln)
- John Billingsley (Terrence Steadman)
- Patricia Wettig (Caroline Reynolds)
- Stacy Keach (Warden Pope)

Le convoi de Burrows est attaqué. Kellerman essaie de l'abattre, mais Aldo intervient et s'enfuit avec Burrows. Le père est un ancien membre du Cartel qu'il a quitté et qu'il combat, et explique à son fils que le faux meurtre de Steadman qui l'accuse sert à l'attendre. Mais les Burrows sont retrouvés par Kellerman et les autorités. Lincoln se rend à la police pour évité d'être tué par Kellerman et laisser son père s'enfuir. De retour à la prison, le directeur met Lincoln sous très haute surveillance jusqu'à son exécution.
Pendant ce temps, le plan d'évasion de Scofield est en place, mais il leur faut la clé de l'infirmerie. Scofield essaie de se servir de Sara, dont ils deviennent plus intime. Il demande l'aide de Nika, réticente, pour lui voler sa clé au cours d'un déjeuner. Le plan de Michael est un succès. Mais Sara fait changer la serrure de la porte d'infirmerie, comprenant que Michael ait réussi à obtenir un double de sa clé. Tout est à recommencer.

## Épisode 20:Sans retour
- États-Unis : 1er mai 2006 FOX)
- France : 1er novembre 2006 (M6)
- Suisse : 16 octobre 2006 (TSR1)
- Belgique : 7 mars 2007 (RTL-TVI)

- États-Unis : 8,54 millions de téléspectateurs[19]

- Muse Watson (Charles Westmoreland)
- Frank Grillo (Nick Sarvinn)
- Lane Garrison (David 'Tweener' Apolskis)
- John Heard (Frank Tancredi)
- Joseph Nunez (Manche Sanchez)
- Daniel J. Travanti (le Président)
- Patricia Wettig (Caroline Reynolds)
- Stacy Keach (Warden Pope)

Brad Bellick, prévenu par l'Acrobate, découvre le trou. Westmoreland s'en rend compte à temps, assomme Bellick et le met dans le tunnel ligoté et bâillonné. Le détenu met au courant ses camarades qu'ils doivent s'évader dans la soirée tout en cachant sa blessure qu'il s'est fait durant la bagarre. Burrows est à nouveau en isolement.

## Épisode 21:Le Grand Soir
- États-Unis : 8 mai 2006 (FOX)
- France : 1er novembre 2006 (M6)
- Suisse : 23 octobre 2006 (TSR1)
- Belgique : 7 mars 2007 (RTL-TVI)

- États-Unis : 9,13 millions de téléspectateurs[20]

- Muse Watson (Charles Westmoreland)
- Michelle Forbes (Samantha Brinker)
- Frank Grillo (Nick Sarvinn)
- Lane Garrison (David 'Tweener' Apolskis)
- Silas Weir Mitchell (Charles 'Haywire' Patoshik)
- Joseph Nunez (Manche Sanchez)
- Andrew Rothenberg (Acteur)
- Patricia Wettig (Caroline Reynolds)
- Stacy Keach (Warden Pope)

## Épisode 22:Les Fugitifs
- États-Unis : 15 mai 2006 (FOX)
- France : 8 novembre 2006 (M6)
- Suisse : 23 octobre 2006 (TSR1)
- Belgique : 7 mars 2007 (RTL-TVI)

- États-Unis : 10,24 millions de téléspectateurs[21]

- Muse Watson (Charles Westmoreland)
- Michelle Forbes (Samantha Brinker)
- Frank Grillo (Nick Sarvinn)
- Lane Garrison (David 'Tweener' Apolskis)
- Silas Weir Mitchell (Charles 'Haywire' Patoshik)
- Joseph Nunez (Manche Sanchez)
- John Billingsley (Terrence Steadman)
- Frank Grillo (Nick Sarvinn)
- Patricia Wettig (Caroline Reynolds)
- Stacy Keach (Warden Pope)

Le groupe est hors de la prison, mais c'est la course entre eux et les gardes, avec à leur tête Bellick et Pope furieux. Le groupe abandonne les indésirables Disjoncté et l'Acrobate, qui a failli faire échouer le plan d'évasion, sur la route de l'aérodrome. Pope suspecte Sara d'avoir aidé Scofield à s'évader. La police retrouve l'infirmière chez elle inconsciente, victime d'une overdose de morphine.
Parallèlement à ces évènements, la Vice-Présidente Reynolds, qui pressentait sa fin, fait assassiner le Président des États-Unis. Devenue Présidente, elle confronte Samantha du Cartel : entre les deux, c'est l'échec et mat en faveur de Caroline. Veronica, ne sachant pas que Nick s'est fait assassiner à son domicile en voulant l'aider, est sur la route de la maison du Montana où l'on sait que se cache Steadman vivant. 
- La difficulté des derniers kilomètres montre comment cette partie du plan de Scofield était fragile. Une meilleure maîtrise de la situation au bureau de Pope (et de Bellick obligatoirement) aurait retardé l'alarme de précieuses minutes.
- Lors de la première tentative qui a échoué, Michael, C-Note, Sucre, Westmoreland, et T-Bag étaient partis à 21 h de la salle de pause, et il y avait encore du monde à l'infirmerie. Alors que lors de la deuxième tentative, ils partent à 19 h de la cellule de Michael et Sucre, et quand ils arrivent à l'infirmerie, il n'y a que Lincoln et un gardien[pas clair].